# تشاه كندر (كوهستان)
تشاه كندر (بالفارسية: چاه کندر) هي قرية تقع في إيران في Kuhestan Rural District. يقدر عدد سكانها بـ 175 نسمة بحسب إحصاء 2016.